# Lekshe Mawai Nyima
Taï Sitou Rinpoché
Mipham Chogyal Rabten Situ Panchen
Lekshe Mawai Nyima (tibétain : ལེགས་བཤད་སྨྲ་བའི་ཉི་མ, Wylie : legs bshad smra ba'i nyi ma, 1683-1698) est le 7e Taï Sitou Rinpoché, un  tulkou important de la lignée karma-kagyu. 

## Biographie
Mawe Nyima était le fils de Gönpo Lhündrup, le roi de Lingtsang.
Il fut reconnu comme réincarnation du 6e Taï Sitou Rinpoché par le 11e Karmapa, mais son père, un pratiquant de la tradition Sakya Ngor, refusa que son fils ne rejoigne la tradition karma-kagyu. Il est mort à l'âge de 15 ans et ne reçut pas le titre de Taï Sitou. 